# نادي فورورد ماديسون
نادي فورورد ماديسون (بالإنجليزية:  Forward Madison FC )‏ هو نادي كرة قدم أمريكي تأسس سنة 2018 في مدينة ماديسون، ويسكونسن ويلعب هذا الفريق في أرضية ملعب بريز ستيفنز فيلد.